# 노상원
노상원(1962년~)는 대한민국의 군인이다. 전 정보사령관으로 2024년 대한민국 비상계엄의 핵심 인물이었다.

## 생애
충청남도 서천군에서 태어났다. 원래 이름은 노용래(盧龍來)였으나 개명하였다. 초등학교와 중학교는 충청남도 서천군에서, 고등학교는 대전고등학교를 졸업했다. 1981년 육군사관학교에 수석입교(41기)하였고, 1985년 3월 1일 육군 보병 소위로 임관하였다. 이후 수도방위사령부 제55경비단, 제7보병사단, 육군본부, 대통령경호처 등에서 근무하였다. 소령 시절 보병 병과에서 정보 병과로 변경하였다. 박근혜 정부 시절 777사령관과 정보사령관을 모두 역임하였다.
정보사령관 이임 이후 육군 정보학교장 재직 시기에 국군의 날 교육생인 여군을 성추행하여 2018년에 불명예 전역하였다. 전역 이후에는 경기도 안산시 상록구에서 무당으로 생활하였다.

### 2024년 비상계엄
2024년 대한민국 비상계엄이 해제된 후 더불어민주당 윤석열내란 진상조사단은 노상원이 계엄 포고령의 초안 작성자로 추정된다고 발표하였다. 국가수사본부는 12월 15일 노상원을 문상호 당시 정보사령관과 함께 정보사령부 장교들과 함께 비상 계엄을 사전 기획한 혐의로 체포되었다. 비상계엄 전 김용현과 여러 차례 접촉하고 당시 경기도 안산시 상록구 소재 롯데리아(안산상록수점)에서 11월 17일, 12월 1일, 12월 3일 세번의 회동(일명 '햄버거 회동')을 가진 것으로 확인되었으며, 2024년 12월 24일 검찰에 구속 기소되었다.

#### 11월 17일 회동
그는 부정선거 음모론을 뒷받침할 허위 진술을 얻기 위해 선관위 직원들을 고문할 계획을 하였다. 그는 11월 17일 경기도 안산시의 롯데리아 안산상록수점에서 정 대령에게 "부정선거와 관련된 놈들은 다 잡아서 족치면 부정선거 했던 것이 다 나올 것"이라고 하며 "야구 방망이, 니퍼, 케이블 타이 등 물건을 준비해 놓으라"고 지시했다. 이는 중앙선거관리위원회 위원장인 노태악도 포함되었는데 그의 경우에는 노상원이 직접 심문하겠다는 뜻을 밝혔다. 이후 노상원은 계엄 이틀 전인 12월 1일 롯데리아 안산상록수점에서 정 대령과 다시 만난 자리에서 "노태악은 내가 확인하면 된다"며 "야구방망이는 내 사무실에 갖다놓아라"라고 지시하였다. 또, "제대로 이야기 안 하는 놈은 위협하면 다 분다"라고 하였다. 노상원은 이날 정 대령과 함께 온 정보사 김 모 대령에게는 "선관위 직원들을 회의실로 데려오면 홈페이지 관리자를 찾아서 홈페이지에 부정선거 자수하는 글을 올리라"는 지시를 내린 것으로 드러났다.

## 같이 보기
- 2024년 대한민국 비상계엄